# City of Manchester Stadium
Ne pas confondre avec le Docklands Stadium, stade qui possédait le même sponsor basé à Melbourne.
Le City of Manchester Stadium ou Etihad Stadium est un stade de football localisé à Manchester. C'est l'enceinte du club de Manchester City Football Club.
Ce stade de 55 097 places est construit pour les Jeux du Commonwealth 2002. Le stade est ensuite modifié (piste d'athlétisme détruite) afin de faire passer sa capacité de 38 000 à 55 097 places assises. Avant de s'installer dans cette enceinte en 2003, Manchester City Football Club évoluait à Maine Road.
Le 14 mai 2008, ce stade a accueilli la finale de la Coupe de l'UEFA entre le Zénith Saint-Pétersbourg et les Glasgow Rangers (victoire 2-0 du Zénith).

## Histoire
L'idée de construire un nouveau stade à Manchester émane en 1989, alors que la ville prépare une candidature pour l'organisation des Jeux olympiques d'été de 1996. Le Manchester City Council propose dans sa candidature le design d'un stade de 80 000 places situé sur un champ inutilisé à l'ouest de Manchester. La ville voit finalement sa candidature refusée, l'organisation des jeux étant attribuée à Atlanta. Quatre ans plus tard, le conseil de la ville refait une proposition pour l'organisation des Jeux olympiques de 2000, mais prévoit cette fois de placer le stade à Eastlands, une zone industrielle désaffectée à l'est du centre-ville utilisée précédemment par l'usine de charbon Bradford Colliery. Le changement de terrain est dû à une législation ayant pour but de renouveler le paysage urbain, le conseil a ainsi choisi une friche afin d'obtenir le soutien financier du gouvernement pour nettoyer la zone.
La proposition pour les Jeux 2000 est soumise en février 1993, et contient un nouveau design de stade de 80 000 places produit par le bureau d'étude Arup Group. Le 23 septembre 1993, l'organisation des Jeux olympiques est accordée à Sydney, et, l'année suivante, Manchester propose le même schéma de stade à la Commission du Millénaire sous le nom de "Stade du Millénaire", mais la proposition est encore une fois refusée. Sans se décourager, le conseil de la ville de Manchester envoie une nouvelle candidature, cette fois pour les Jeux du Commonwealth de 2002, avec les mêmes plans de stade que pour les Jeux de 2000, mais cette fois, la candidature aboutit. En 1996, les plans du stade entrent en compétition avec le stade de Wembley afin de devenir le nouveau stade national, mais la FA préfère privilégier la rénovation de Wembley.
Après le succès des jeux du Commonwealth, l'éventualité d'une reconversion en un stade de football reçoit les critiques de plusieurs figures de l'athlétisme, tel que Jonathan Edwards et Sebastian Coe, le Royaume-Uni manquant à ce moment de stades d'athlétisme alors que les pistes d'athlétismes de Wembley sont abandonnées durant la rénovation. Une proposition du groupe Arup comprend alors des sièges amovibles afin de permettre au stade d'accueillir des événements majeurs d'athlétisme tout en étant un stade de football.
Le terrain de football est inauguré le 10 août 2003 à l'occasion d'un match amical entre Manchester City et le FC Barcelone. Les Cityzens s'imposent 2-1 et Nicolas Anelka devient le premier buteur de l'histoire du stade. À noter que ce match est également marqué par un hommage rendu à Marc-Vivien Foé, ancien joueur de Manchester City décédé deux mois plus tôt.
L'organisation Sport England souhaitant éviter la création d'un éléphant blanc, ils se mettent alors d'accord avec le conseil de la ville pour transformer le stade en stade de football. Sport England a dès lors demandé que la ville ou que Manchester City fournisse les 50 millions de livre sterling nécessaires à la conversion en un stade de 65 000 places avec des sièges amovibles. Cependant, la ville de Manchester ne possède pas l'argent nécessaire et Manchester City est sceptique à l'idée d'avoir des sièges amovibles. Alors, l'architecte du stade, Arup Sport, démontre que les pistes d'athlétismes se combinent souvent mal avec le football, citant l'exemple du Stadio delle Alpi et du Stade olympique de Munich, dont les propriétaires, la Juventus FC et le Bayern Munich, ont tous les deux déménagés moins de 40 ans après les avoir inaugurés.

## Évènements
- Jeux du Commonwealth de 2002
- Finale de la Coupe UEFA 2007-2008, 14 mai 2008
- Magic Week-end de la Super League 2012, 2013 & 2014 (rugby à XIII)
- Coupe du monde de rugby à XV 2015

### Coupe du monde de rugby à XV 2015
| Poule A | Angleterre | 60 - 3 | Uruguay |

## Galerie

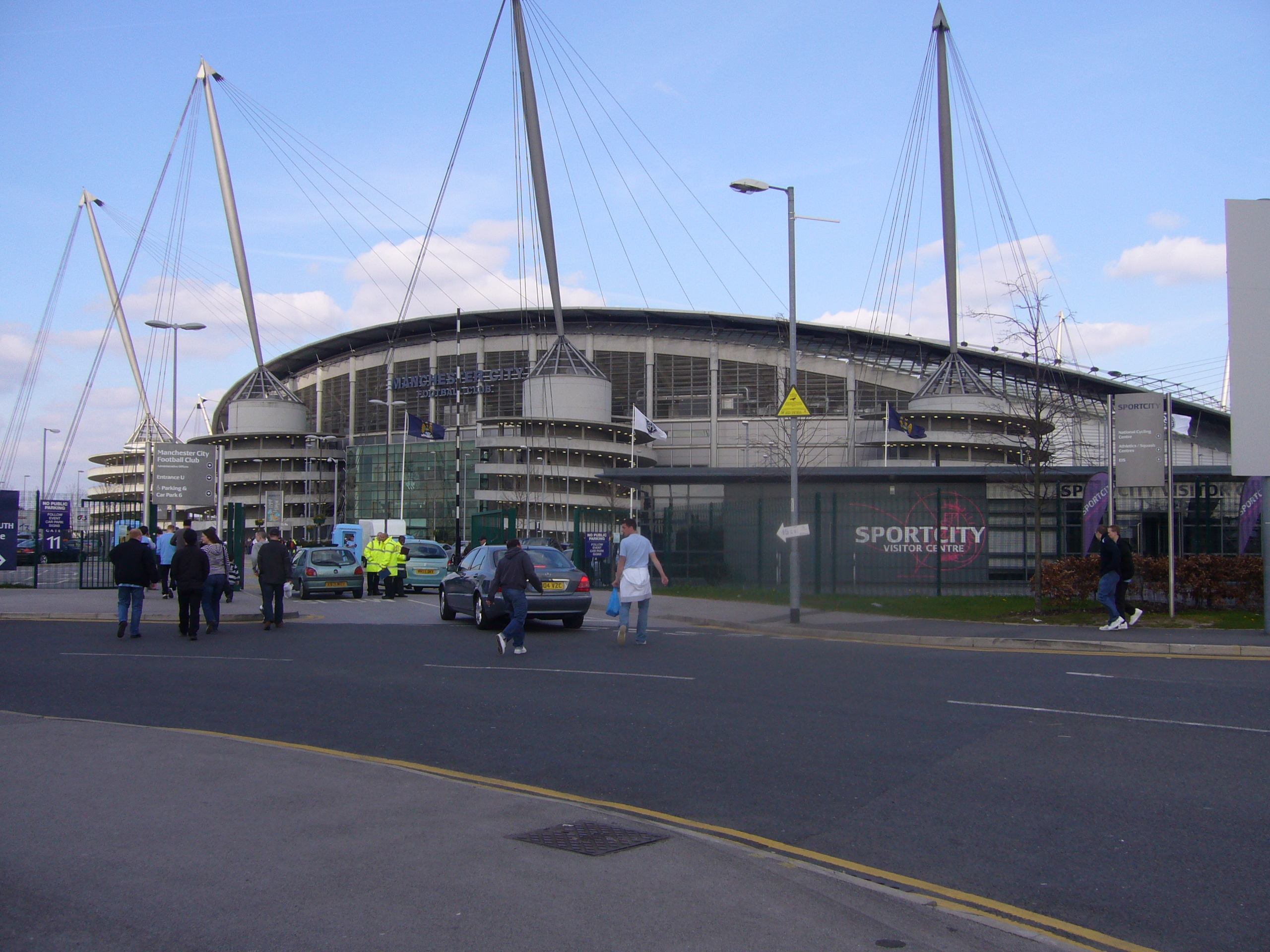
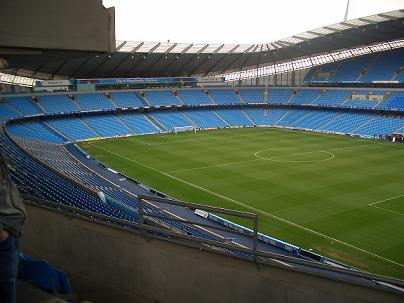
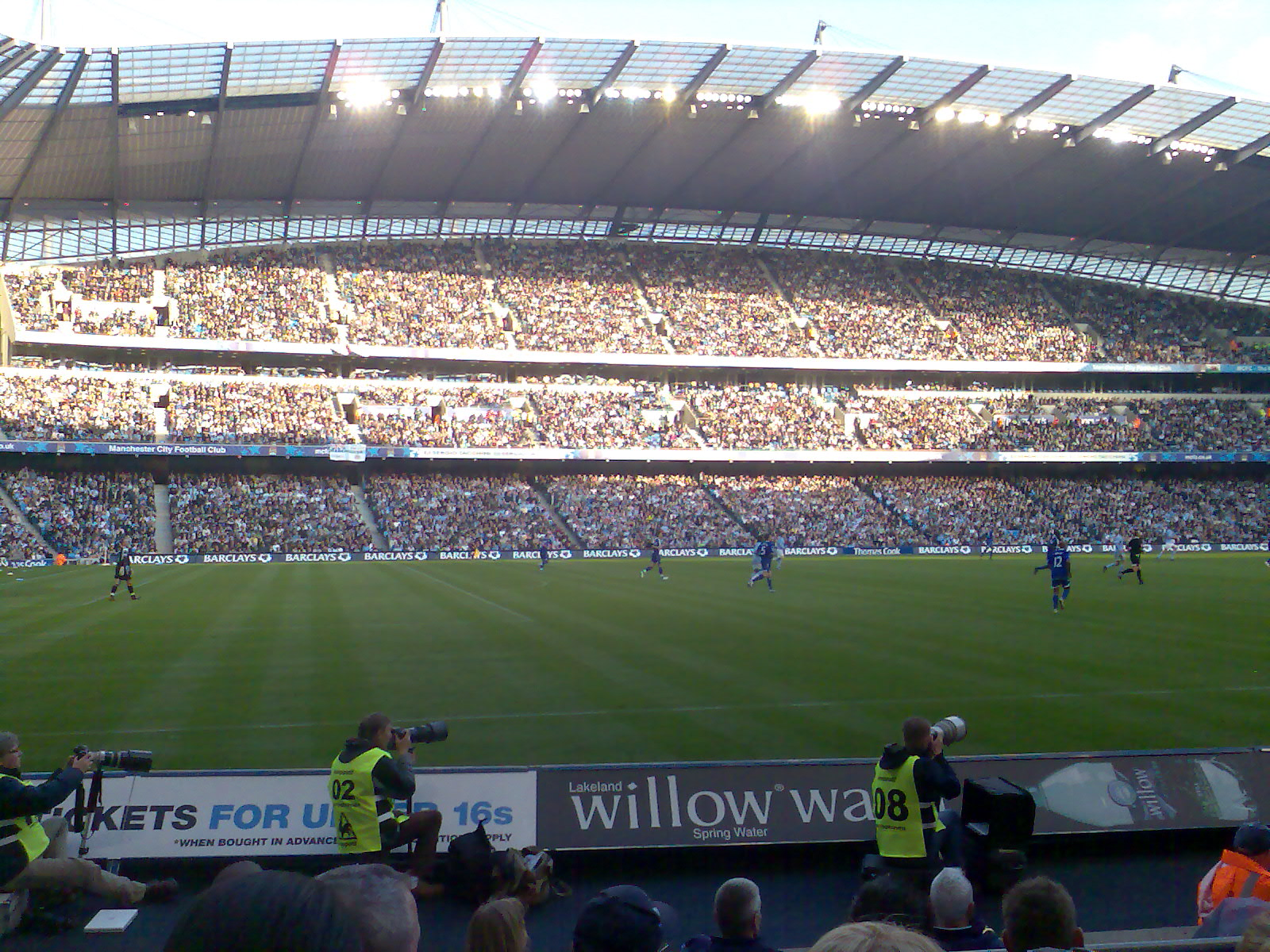
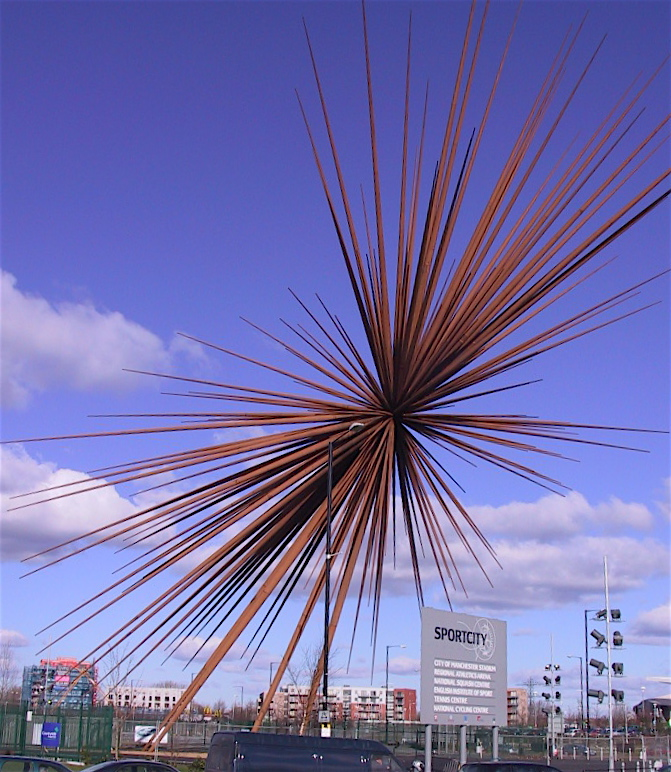
B of the Bang